# Конституция Венгрии
Конститу́ция Ве́нгрии (венг. Magyarország Alaptörvénye, ранее — венг. A Magyar Köztársaság alkotmánya) — основной закон Венгрии, принятый 18 апреля 2011 года Парламентом страны. Подписана 25 апреля 2011 года президентом страны и вступила в силу с 1 января 2012 года.

## История
До 2012 года основным законом Венгрии была конституция 1949 года, в которую, начиная с 1989 года, были внесены радикальные изменения.
В 2010 году на парламентских выборах консервативный список Фидес—Христианско-демократическая народная партия получил более двух третей мандатов — конституционное большинство.

## Основные положения
Название страны изменяется с «Венгерская Республика» на просто «Венгрия», хотя форма правления остаётся республиканской.
В частности, изменение указывает на необходимость восприятия страны без акцентирования внимания на настоящих её границах: заграничные венгры признаются равными в правах.

## Критика
В новой венгерской конституции констатируется, что народ Венгрии объединяют «Бог и христианство». За государством закрепляется обязанность защиты жизни, причём оговаривается, что жизнь начинается с момента зачатия. Фактически данная статья конституции может трактоваться как запрет на аборты.
Также брак в новой конституции трактуется как «союз мужчины и женщины», в связи с чем некоторые критики документа считают, что конституция создает почву для дискриминации гомосексуалов и тех жителей страны, которые не являются христианами.
15—17 апреля 2011 года в Венгрии прошли многотысячные акции протеста против принятия новой конституции. В связи с этим правительство предпринимает шаги с целью получения международной поддержки (в том числе и религиозных организаций) в пользу принятого документа.

## Поправки 2013 года
В марте 2013 года парламент одобрил пакет поправок к конституции, вызвавший критику как внутри страны, так и вне её.
В марте 2013 года Парламент Венгрии 265 против 11 голосов принял ряд поправок к Конституции Венгрии.
Поправки затронули следующие положения Конституции:
1. Аннулированы все решения Конституционного Суда Венгрии, принятые до вступления в силу Конституции 2011 (с сохранением правовых последствий таких постановлений).
2. Предоставлено право инициирования конституционного пересмотра законов Президенту Курии и Генеральному Прокурору.
3. Предоставлено право самостоятельной инициативы конституционного пересмотра законов Конституционным Судом. Ограничено право Конституционного Суда аннулировать законы, принятые большинством голосов парламентариев в 2/3.
4. Судьи и прокуроры (за исключением глав соответствующих систем) должны выходить на пенсию ранее установленного возраста (не определён в Конституции).
5. Закрепляется свобода вероисповедания и религии, а также право подавать «конституционные жалобы» касательно реализации религиозных прав.
6. Закрепляется обязанность студентов-бюджетников отработать определённый период в Венгрии после выпуска из университета, иначе возлагается обязанность возместить бюджету средства на их обучение.
7. В рамках избирательной кампании рекламировать кандидатов на выборы в представительные органы Венгрии и Европейского союза дозволено только публичным СМИ.
8. Подчеркивается важность традиционной семьи. Правительству дозволено утверждать правила о запрете проживания в определённых публичных местах[5].

Основная критика обрушилась на положения об ограничениях прав Конституционного Суда. Председатель Европейской комиссии и Генеральный секретарь Совета Европы выразили обеспокоенность по поводу влияния этой поправки на верховенстве права. Авторы заявили, что поправки демократичны, а указанная мера необходима для того, чтобы очертить новую конституцию от предыдущей.